# Coproica cacti
Coproica cacti är en tvåvingeart som först beskrevs av Richards 1960.  Coproica cacti ingår i släktet Coproica och familjen hoppflugor. Inga underarter finns listade i Catalogue of Life.